# Asplenium kenzoi
Asplenium kenzoi är en svartbräkenväxtart som beskrevs av Kurata. Asplenium kenzoi ingår i släktet Asplenium och familjen Aspleniaceae. Inga underarter finns listade.